# 梅兰芳华
《梅兰芳华》（Mei Lanfang Classics）是由李六乙执导，梅兰芳先生之子梅葆玖任艺术总监，演出地址选择在北京古戏楼正乙祠，是一部呈现中国传统梨园艺术的京剧演出。

## 演出劇目
《梅兰芳华》演出曲目汇集梅兰芳六出经典剧目《抗金兵》《贵妃醉酒》《洛神》《穆桂英挂帅》《霸王别姬》《天女散花》中的著名折子，演出注重保留原有老北京戏园子的氛围和表演方式，主旨是传承老北京京剧艺术。